# Prix Ludger-Duvernay
Pour un article plus général, voir Société Saint-Jean-Baptiste de Montréal.
Le prix Ludger-Duvernay est un prix québécois créé en 1944 par la Société Saint-Jean-Baptiste de Montréal afin de signaler les mérites d'un compatriote dont la compétence et le rayonnement dans le domaine littéraire servent les intérêts supérieurs de la nation québécoise. Le lauréat doit être québécois et considéré comme professionnel dans le monde des lettres. Le prix est attribué tous les trois ans depuis 1991 et est indivisible. Il a été nommé en l'honneur du journaliste Ludger Duvernay, 

## Liste des lauréats
- 1944 - Guy Frégault
- 1945 - Germaine Guèvremont
- 1946 - Robert Charbonneau
- 1947 - Esdras Minville
- 1948 - Félix-Antoine Savard
- 1949 - Jean Bruchési
- 1950 - Alain Grandbois
- 1951 - Léo-Paul Desrosiers
- 1952 - Lionel Groulx
- 1953 - Robert de Rocquebrune
- 1954 - Robert Choquette
- 1955 - Philippe Panneton
- 1956 - Gabrielle Roy
- 1957 - Rina Lasnier
- 1958 - Anne Hébert
- 1959 - Victor Barbeau
- 1960 - Gérard Morisset
- 1961 - François-Albert Angers
- 1962 - Roger Duhamel
- 1963 - Jean Simard
- 1964 - Alfred Desrochers
- 1966 - Marcel Trudel
- 1967 - Robert Rumilly
- 1968 - Pierre Perreault
- 1969 - Luc Lacourcière
- 1970 - Michel Brunet
- 1971 - Pierre Vadeboncœur
- 1972 - Jacques Ferron
- 1973 - Jacques Godbout
- 1974 - Marcel Rioux
- 1975 - Robert-Lionel Séguin
- 1976 - Jacques Brossard
- 1977 - Gaston Miron
- 1978 - Jacques Brault
- 1979 - Michèle Lalonde
- 1980 - Claude Jasmin
- 1981 - Victor-Lévy Beaulieu
- 1982 - Jean Éthier-Blais
- 1984 - Louis Caron
- 1987 - Gérald Godin
- 1987 - Marie-Claire Blais
- 1989 - Alphonse Piché
- 1990 - Jacques Folch-Ribas
- 1991 - Pierre Morency
- 1994 - Fernand Ouellette
- 1997 - Marie Laberge
- 2011 - Yves Beauchemin
- 2013 - Francine Ouellette
- 2015 - Dany Laferrière